# Sân vận động Wankdorf
Sân vận động Wankdorf (tiếng Đức: Stadion Wankdorf; có tên gọi là Stade de Suisse từ năm 2005 đến năm 2020) là một sân vận động bóng đá ở Bern, Thụy Sĩ. Đây là sân vận động bóng đá lớn thứ hai ở Thụy Sĩ. Sân hiện là sân nhà của câu lạc bộ bóng đá Thụy Sĩ BSC Young Boys. Đây cũng là một trong những địa điểm được sử dụng trong Giải vô địch bóng đá châu Âu 2008.

## Lịch sử

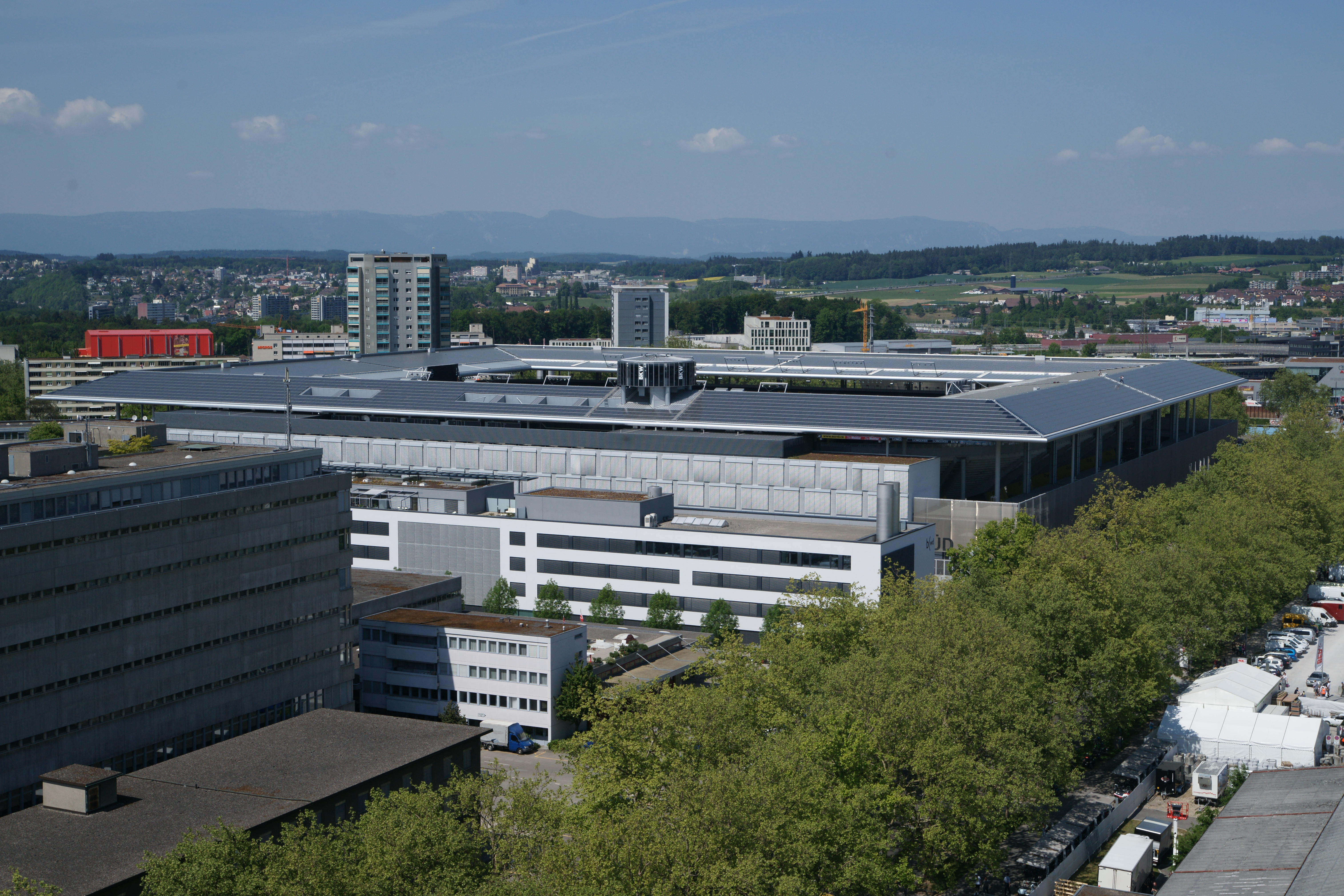
Bên ngoài sân vận động, 2011

Stade de Suisse được xây dựng trên nền đất của Sân vận động Wankdorf cũ, đã bị phá hủy vào năm 2001. Sân vận động mới có sức chứa 32.000 khán giả, tất cả đều có ghế ngồi. Tích hợp vào mái nhà là các tấm pin mặt trời với sản lượng hàng năm là 1.200.000 kWh. Sân vận động được chính thức khai trương vào ngày 30 tháng 7 năm 2005, mặc dù trận đấu đầu tiên tại sân vận động mới đã diễn ra vào ngày 16 tháng 7 năm 2005. Young Boys đã thi đấu với Olympique Marseille và đã thua 2–3 với 14.000 khán giả theo dõi trận đấu. Trận đấu được coi là một "thử nghiệm cơ sở hạ tầng", đó là lý do tại sao không có hơn 14.000 vé được bán.
Sân vận động đã được FC Thun sử dụng cho ba trận sân nhà tại Champions League năm 2005 và cho một trận đấu trên sân nhà ở vòng 32 đội Cúp UEFA năm 2006.

## Buổi hòa nhạc
Bruce Springsteen đã biểu diễn tại sân vận động vào ngày 30 tháng 6 năm 2009 như một phần của chương trình Working on a Dream Tour trước 36.538 người.
AC/DC đã biểu diễn tại sân vận động vào ngày 8 tháng 6 năm 2010 như một phần của Black Ice World Tour của họ và vào ngày 29 tháng 5 năm 2016 trong Rock or Bust World Tour với Axl Rose là ca sĩ chính.
P!nk đã biểu diễn tại sân vận động vào ngày 10 tháng 7 năm 2010 trong The Funhouse Summer Carnival.
Muse đã thực hiện một chương trình tại sân vận động vào ngày 15 tháng 6 năm 2013 như một phần của The 2nd Law World Tour của họ.
Bon Jovi đã biểu diễn tại sân vận động vào ngày 31 tháng 5 năm 2006 trong Have a Nice Day Tour trước 38.762 người. Ban nhạc biểu diễn tại sân vận động lần thứ hai vào ngày 30 tháng 6 năm 2013 trong chương trình Because We Can của họ trước 28.868 người.
Depeche Mode đã biểu diễn tại sân vận động vào ngày 7 tháng 6 năm 2013 trong Delta Machine Tour của họ trước 39.241 người.
One Direction đã biểu diễn tại sân vận động vào ngày 4 tháng 7 năm 2014 trong Where We Are Tour của họ.
Vào ngày 15 tháng 7 năm 2017, Celine Dion đã mang tour diễn Celine Dion Live 2017 của cô đến sân vận động. Cô đã biểu diễn chương trình của mình cho 23.143 người, với một danh sách hỗn hợp gồm tiếng Anh và tiếng Pháp.
Vào ngày 5 tháng 6 năm 2019, Rammstein đã biểu diễn tại Bern trong chuyến lưu diễn Châu Âu 2019. Vé xem buổi hòa nhạc đã được bán hết trong vài giờ.

## Ghế nóng
Một tính năng đặc biệt của Stade de Suisse là sự hiện diện của một chiếc ghế đơn màu đỏ (các ghế khác có màu đen và vàng). Đây là ghế ngồi đầu tiên được lắp đặt tại sân vận động, vào ngày 20 tháng 1 năm 2005, và vinh dự được tiết lộ nó đã được trao cho cựu cầu thủ và quản lý của Young Boys, Walter Eich. Không có vé cho ghế này; mỗi trận đấu đều có một người đáng chú ý, thường có mối quan hệ với Young Boys.

## Kỷ lục khán giả của khúc côn cầu trên băng

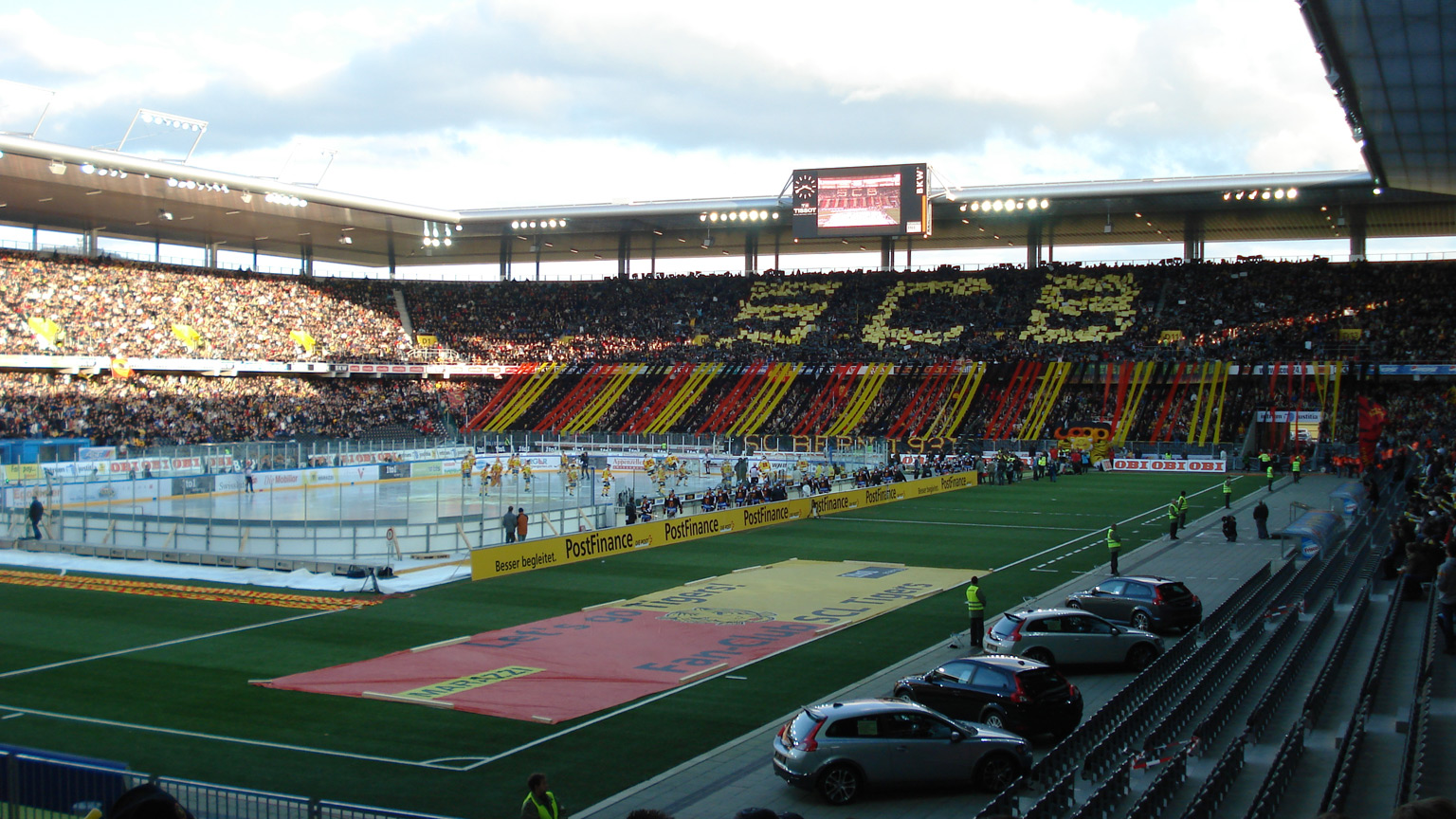
Khúc côn cầu trên băng tại Wankdorf

Stade de Suisse với bề mặt sân cỏ nhân tạo là một ứng cử viên lý tưởng để cung cấp cho châu Âu kỷ lục tham dự ngoài trời "kỷ nguyên mới" đầu tiên cho khúc côn cầu trên băng. Vào ngày 14 tháng 1 năm 2007, trận đấu cục bộ giữa SC Bern và SC Langnau đã lấp đầy Stade de Suisse với 30.076 người hâm mộ, một sự kiện đã được bán hết vé trong vòng 53 giờ sau khi vé được bán. Hai đội này thường xuyên lấp đầy địa điểm sân nhà Bern Arena của SC Bern với hơn 17.000 khán giả.

## Trận đấu

### Giải vô địch bóng đá châu Âu 2008
Sân vận động là một trong những địa điểm tổ chức Euro 2008.
Các trận đấu sau đây đã được tổ chức tại sân vận động trong Euro 2008:
| Ngày                | Thời gian (CEST) | Đội #1 | Kết quả | Đội #2  | Vòng   | Khán giả |
| ------------------- | ---------------- | ------ | ------- | ------- | ------ | -------- |
| 9 tháng 6 năm 2008  | 20:45            | Hà Lan | 3–0     | Ý       | Bảng C | 30.777   |
| 13 tháng 6 năm 2008 | 20:45            | Hà Lan | 4–1     | Pháp    | Bảng C | 30.777   |
| 17 tháng 6 năm 2008 | 20:45            | Hà Lan | 2–0     | România | Bảng C | 30.777   |

### Trận đấu quốc tế
| Ngày                 |             | Kết quả |            | Giải đấu                 |
| -------------------- | ----------- | ------- | ---------- | ------------------------ |
| 8 tháng 10 năm 2005  | Thụy Sĩ     | 1–1     | Pháp       | Vòng loại World Cup 2006 |
| 12 tháng 11 năm 2005 | Thụy Sĩ     | 2–0     | Thổ Nhĩ Kỳ | Vòng loại World Cup 2006 |
| 29 tháng 2 năm 2012  | Thụy Sĩ     | 1–3     | Argentina  | Giao hữu                 |
| 30 tháng 5 năm 2012  | Tây Ban Nha | 4–1     | Hàn Quốc   | Giao hữu                 |
| 15 tháng 8 năm 2012  | Anh         | 2–1     | Ý          | Giao hữu                 |
| 12 tháng 10 năm 2012 | Thụy Sĩ     | 1–1     | Na Uy      | Vòng loại World Cup 2014 |
| 6 tháng 9 năm 2013   | Thụy Sĩ     | 4–4     | Iceland    | Vòng loại World Cup 2014 |
| 15 tháng 10 năm 2013 | Thụy Sĩ     | 1–0     | Slovenia   | Vòng loại World Cup 2014 |